# Emma Weyant
Emma Weyant (24 december 2001) is een Amerikaanse zwemster. Ze vertegenwoordigde haar vaderland op de Olympische Zomerspelen 2020 in Tokio.

## Carrière
Bij haar internationale debuut, tijdens de Olympische Zomerspelen van 2020 in Tokio, veroverde Weyant de zilveren medaille op de 400 meter wisselslag.

## Internationale toernooien
| Jaar | Olympische Spelen | WK langebaan | WK kortebaan   | PanPacs | Pan-Amerikaanse Spelen |
| ---- | ----------------- | ------------ | -------------- | ------- | ---------------------- |
| 2021 | 400m wisselslag   |              | 13-18 december |         |                        |

## Persoonlijke records
Bijgewerkt tot en met 25 juli 2021
Langebaan
| Afstand         | Tijd    | Datum           | Plaats   |
| --------------- | ------- | --------------- | -------- |
| 200m vrije slag | 1.58,36 | 1 augustus 2019 | Stanford |
| 400m vrije slag | 4.09,07 | 3 augustus 2019 | Stanford |
| 800m vrije slag | 8.29,31 | 31 juli 2019    | Stanford |
| 400m wisselslag | 4.32,76 | 25 juli 2021    | Tokio    |